# Beate Peters
Beate Edeltraud Peters (ur. 12 października 1959 w Marl) – zachodnioniemiecka lekkoatletka, która specjalizowała się w rzucie oszczepem.
Dwukrotnie startowała w igrzyskach olimpijskich – Los Angeles 1984 (7. lokata w finale z wynikiem 62,34) oraz Seul 1988 (nie awansowała do finału). W 1983 roku zdobyła złoty medal letniej uniwersjady oraz zajęła siódme miejsce w mistrzostwach świata. W 1986 wywalczyła srebrny krążek mistrzostw Europy, a rok później brąz mistrzostw globu. W 1985 i 1986 stawała na najwyższym stopniu podium mistrzostw Niemiec. Rekord życiowy: 69,56 (1986).
Oszczepniczka nie ukrywa swojego homoseksualizmu – od lat jest związana z byłą wieloboistką Sabine Braun.